# Pietro Augusto di Sassonia-Coburgo-Koháry
Pietro Augusto di Sassonia-Coburgo-Koháry (nome completo in portoghese: Pedro Augusto Luís Maria Miguel Gabriel Rafael Gonzaga; Rio de Janeiro, 19 marzo 1866 – Tulln an der Donau, 6 luglio 1934) fu l'ottavo principe di Koháry, conosciuto in Brasile come Dom Pedro Augusto. Fu il primo di quattro figli nati da Luigi Augusto di Sassonia-Coburgo-Koháry e dalla principessa Leopoldina del Brasile.
Primo nipote dell'imperatore Pietro II del Brasile, soprannominato " Il Preferito" e "L'amato", Pietro Augusto fu durante i suoi primi nove anni di vita considerato terzo (e poi il secondo) in linea di successione al trono brasiliano, dopo la madre e la zia materna.
Fu il primo principe al mondo a laurearsi in ingegneria civile, scrivendo diverse opere sulla mineralogia. Dopo aver ereditato dal nonno la passione per lo studio, divenne membro dell'Institut de France, dell'Istituto Brasiliano Storia e Geografia ed tenne una conferenza sui minerali nella prestigiosa Académie des Sciences in Francia.

## Biografia
Figlio primogenito del principe Luigi Augusto di Sassonia-Coburgo-Gotha, duca di Sassonia, e Leopoldina di Braganza, principessa del Brasile, Pietro Augusto fu anche il primo nipote di Pietro II e dell'imperatrice Teresa Cristina. I suoi nonni paterni erano il Principe Augusto di Sassonia-Coburgo-Koháry e la principessa Clementina d'Orléans (figlia del re Luigi Filippo di Francia).
A causa della mancanza di eredi da parte della principessa imperiale sua zia Isabella del Brasile e un aborto spontaneo subito dalla principessa Leopoldina nella sua prima gravidanza, ci fu una grande preoccupazione circa la nascita di Pietro Augusto.
Alle 16:10 del 19 marzo 1866 nel Palazzo Leopoldina "Il Preferito" venne al mondo e la nascita fu annunciata con tre razzi lanciati dal Palazzo Imperiale, seguita da raffiche di cannoni dei forti e delle navi. Il battesimo si svolse il 4 aprile nella cappella imperiale: i suoi padrini furono l'imperatore Pietro II e la regina dei Francesi, Maria Amalia di Borbone-Due Sicilie (rappresentata da sua nonna), la cui morte era avvenuta sedici giorni prima della nascita ma a causa delle comunicazioni lente non era stata notificata.

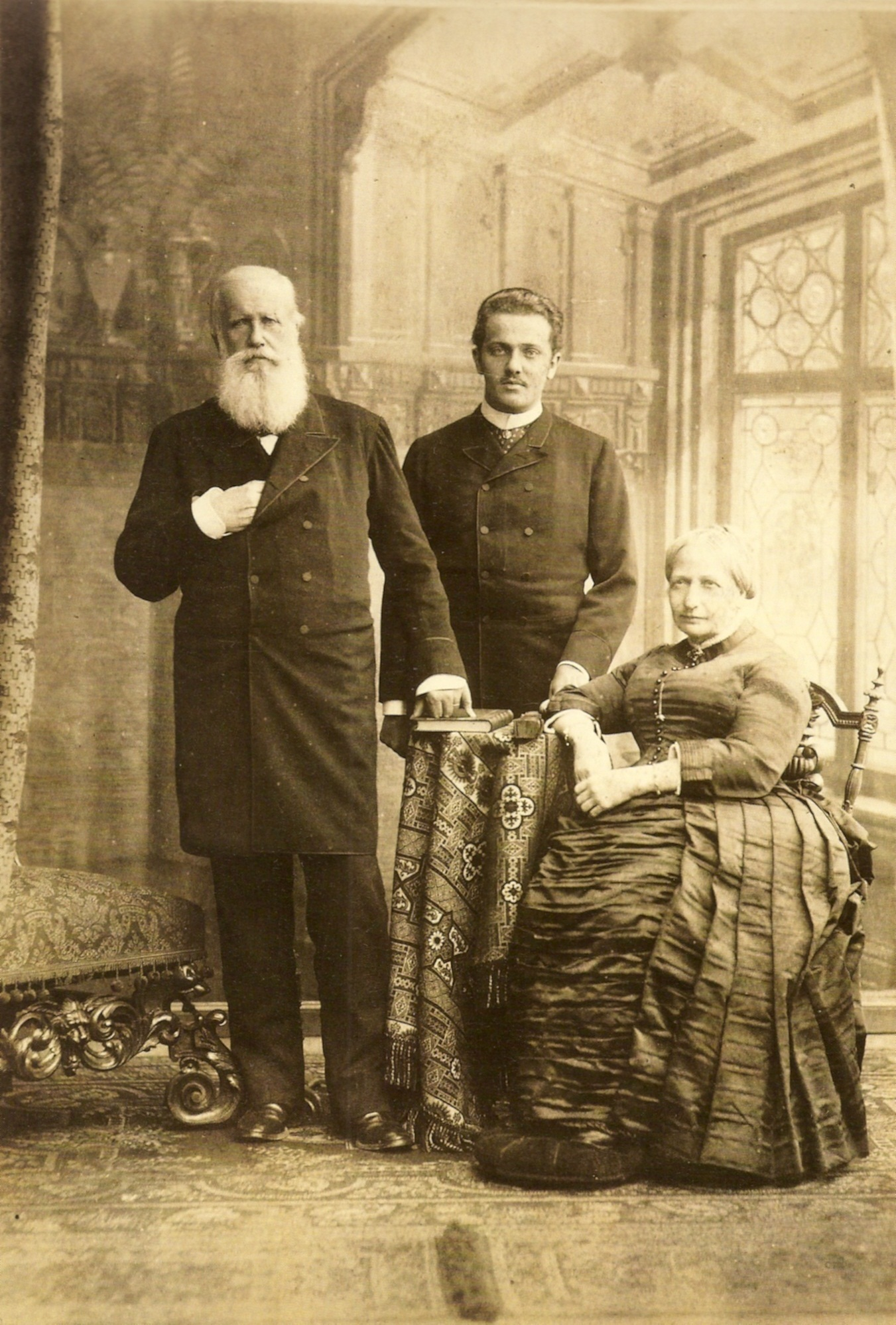
Pietro Augusto con i nonni, Pietro II e Teresa Cristina del Brasile.

Pietro Augusto trascorse parte la sua infanzia tra il Brasile e l'Europa.
Il 7 febbraio 1871, a Vienna, morì la madre Leopodina a causa della febbre tifoide.

## La successione imperiale
Per l'apparente sterilità della principessa Isabella, Pietro Augusto divenne l'erede apparente fin dal giorno della sua nascita. Salutato come nipote preferito dell'imperatore, il principe si trovò ad indietreggiare nella linea di successione al trono all'età di nove anni, con la nascita di suo cugino Pietro d'Alcântara, che ha preso il titolo di Gran Principe di Pará.
Il cambiamento influenzò sensibilmente il comportamento di Pietro Augusto. Dopo la nascita di suo cugino e per tutta l'adolescenza, il principe cominciò a soffrire di insonnia, forti mal di testa, palpitazioni e tremori alle mani. La paura della morte ricorrente - la paura di essere infettato dalla stessa malattia che aveva ucciso la madre - divenne una preoccupazione per il padre e i nonni.
Ospitato nel Palazzo Leopoldina, il principe divenne molto popolare, promuovendo ricevimenti e banchetti.
Il principe Conspirator, come veniva chiamato in Parlamento, secondo i suoi contemporanei era attivo nella campagna che aveva intenzione di promuoverlo al trono al posto di sua zia e dei suoi cugini. Il più attivo in questo fu Sousa Dias, presidente del consiglio dei ministri tra il 1884 e il 1885.
In effetti nel suo giro d'Europa Pietro Augusto fu accolto con grande pompa come successore di Pietro II, in tutti i paesi e le case reali ovunque andasse e la sua popolarità è cresciuta a passi da gigante. In Francia, è stato premiato da Sadi Carnot con la Gran Croce della Legion d'Onore, in Portogallo, il re Luigi gli ha conferito la Gran Croce dell'Ordine della Torre e Spada. Il ritorno in Brasile approfondì la crisi all'interno della Famiglia Imperiale. I sostenitori del principe crebbero e anche il loro peso politico: tra loro il barone Maya Monteiro, il conte de Figueiredo, il marchese di Paranaguá e anche la stessa imperatrice.

## Repubblica e l'esilio
Pietro Augusto si accorse del colpo di Stato militare che portò alla proclamazione della Repubblica ore dopo l'incidente, mentre tornava da una passeggiata a cavallo. Affermando di essere stato capovolto dai suoi sostenitori, scese per unirsi con il resto della famiglia, appena raggiunto il Palazzo Imperiale - che era già stato circondato da uomini dell'esercito - nel tardo pomeriggio del 15 novembre.
Era a bordo della nave Alagoas, mentre andava in esilio, che il principe ebbe il suo primo crollo psicotico, cercando di strangolare il capitano, da lui accusato di avere preso soldi per poi uccidere tutti i membri della famiglia Imperiale. Bloccato e intrappolato nella sua cabina, fu colpito da deliri di persecuzione, ottenendo un salvagente, nella paura la nave fosse bombardata. Alternando momenti di eccitazione e letargia, Pietro Augusto lanciava bottiglie in mare con richieste di aiuto.
Già in esilio Pietro Augusto venne portato all'ospedale psichiatrico di Graz. Poche settimane più tardi ricevette la notizia della morte della nonna l'imperatrice Teresa Cristina. Con il trasferimento della famiglia a Cannes, pensò di contattare ex sostenitori e pianificare il restauro della monarchia in Brasile. Tuttavia, la sua situazione psicologica peggiorò.
Trascorreva notti insonni, non mangiava, farfugliava parole incomprensibili o inveiva contro i nemici immaginari. Spesso i servi del palazzo Coburg, lo trovavano nelle sue stanze rannicchiato in un angolo con uno sguardo vitreo e la bava alla bocca. I pochi amici rimasti tentarono invano di aiutarlo.

## Morte
Con la morte di Pietro II, il 5 dicembre 1891, ripresero le manie di persecuzione: accusò gli zii - la principessa Isabella ed il marito conte d'Eu - di diffondere voci sulla sua sanità mentale, accusò i giornalisti di mettere in dubbio la sua mascolinità; i suoi alleati, di tradimento.
Internato dal padre in una casa di cura a Tulln an der Donau, Pietro Augusto trascorse il resto della sua vita credendo che sarebbe diventato imperatore del Brasile. Il 25 aprile 1900, tutti i suoi beni sono stati venduti all'asta a Vienna. Morì il 6 luglio 1934, a 68 anni di età e 40 anni di reclusione. Il suo corpo fu sepolto nella cripta della chiesa di Sant'Agostino a Coburgo. Gli successe nel titolo principesco il nipote Ranieri

## Ascendenza
|                                           |                          |                                       | Genitori                                  |  |  | Nonni |  |  | Bisnonni                              |  |  | Trisnonni                                       |  |
|                                           |                          |                                       |                                           |  |  |       |  |  | Ferdinando di Sassonia-Coburgo-Koháry |  |  | Francesco Federico di Sassonia-Coburgo-Saalfeld |  |
|                                           |                          |                                       |                                           |  |  |       |  |  | Ferdinando di Sassonia-Coburgo-Koháry |  |  | Francesco Federico di Sassonia-Coburgo-Saalfeld |  |
|                                           |                          | Augusta di Reuss-Ebersdorf            |                                           |  |  |       |  |  | Ferdinando di Sassonia-Coburgo-Koháry |  |  |                                                 |  |
| Augusto di Sassonia-Coburgo-Koháry        |                          |                                       |                                           |  |  |       |  |  | Ferdinando di Sassonia-Coburgo-Koháry |  |  |                                                 |  |
|                                           |                          | Maria Antonia di Koháry               | Ferenc József di Koháry                   |  |  |       |  |  |                                       |  |  |                                                 |  |
|                                           |                          | Maria Antonia di Koháry               | Ferenc József di Koháry                   |  |  |       |  |  |                                       |  |  |                                                 |  |
|                                           |                          | Maria Antonia di Koháry               | Maria Antonia von Waldstein zu Wartenberg |  |  |       |  |  |                                       |  |  |                                                 |  |
| Luigi Augusto di Sassonia-Coburgo-Koháry  |                          | Maria Antonia di Koháry               |                                           |  |  |       |  |  |                                       |  |  |                                                 |  |
|                                           |                          | Luigi Filippo di Francia              | Luigi Filippo II di Borbone-Orléans       |  |  |       |  |  |                                       |  |  |                                                 |  |
|                                           |                          | Luigi Filippo di Francia              | Luigi Filippo II di Borbone-Orléans       |  |  |       |  |  |                                       |  |  |                                                 |  |
|                                           |                          | Luigi Filippo di Francia              | Luisa Maria Adelaide di Borbone           |  |  |       |  |  |                                       |  |  |                                                 |  |
| Clementina d'Orléans                      |                          | Luigi Filippo di Francia              |                                           |  |  |       |  |  |                                       |  |  |                                                 |  |
|                                           |                          | Maria Amalia di Borbone-Due Sicilie   | Ferdinando I delle Due Sicilie            |  |  |       |  |  |                                       |  |  |                                                 |  |
|                                           |                          | Maria Amalia di Borbone-Due Sicilie   | Ferdinando I delle Due Sicilie            |  |  |       |  |  |                                       |  |  |                                                 |  |
|                                           |                          | Maria Amalia di Borbone-Due Sicilie   | Maria Carolina d'Asburgo-Lorena           |  |  |       |  |  |                                       |  |  |                                                 |  |
| Pietro Augusto di Sassonia-Coburgo-Koháry |                          | Maria Amalia di Borbone-Due Sicilie   |                                           |  |  |       |  |  |                                       |  |  |                                                 |  |
|                                           | Pietro IV del Portogallo | Giovanni VI del Portogallo            |                                           |  |  |       |  |  |                                       |  |  |                                                 |  |
|                                           | Pietro IV del Portogallo | Giovanni VI del Portogallo            |                                           |  |  |       |  |  |                                       |  |  |                                                 |  |
|                                           | Pietro IV del Portogallo | Carlotta Gioacchina di Borbone-Spagna |                                           |  |  |       |  |  |                                       |  |  |                                                 |  |
| Pietro II del Brasile                     | Pietro IV del Portogallo |                                       |                                           |  |  |       |  |  |                                       |  |  |                                                 |  |
|                                           |                          | Maria Leopoldina d'Asburgo-Lorena     | Francesco II d'Asburgo-Lorena             |  |  |       |  |  |                                       |  |  |                                                 |  |
|                                           |                          | Maria Leopoldina d'Asburgo-Lorena     | Francesco II d'Asburgo-Lorena             |  |  |       |  |  |                                       |  |  |                                                 |  |
|                                           |                          | Maria Leopoldina d'Asburgo-Lorena     | Maria Teresa di Borbone-Due Sicilie       |  |  |       |  |  |                                       |  |  |                                                 |  |
| Leopoldina del Brasile                    |                          | Maria Leopoldina d'Asburgo-Lorena     |                                           |  |  |       |  |  |                                       |  |  |                                                 |  |
|                                           |                          | Francesco I delle Due Sicilie         | Ferdinando I delle Due Sicilie            |  |  |       |  |  |                                       |  |  |                                                 |  |
|                                           |                          | Francesco I delle Due Sicilie         | Ferdinando I delle Due Sicilie            |  |  |       |  |  |                                       |  |  |                                                 |  |
|                                           |                          | Francesco I delle Due Sicilie         | Maria Carolina d'Asburgo-Lorena           |  |  |       |  |  |                                       |  |  |                                                 |  |
| Teresa Cristina di Borbone-Due Sicilie    |                          | Francesco I delle Due Sicilie         |                                           |  |  |       |  |  |                                       |  |  |                                                 |  |
|                                           |                          | Maria Isabella di Borbone-Spagna      | Carlo IV di Spagna                        |  |  |       |  |  |                                       |  |  |                                                 |  |
|                                           |                          | Maria Isabella di Borbone-Spagna      | Carlo IV di Spagna                        |  |  |       |  |  |                                       |  |  |                                                 |  |
|                                           |                          | Maria Isabella di Borbone-Spagna      | Maria Luisa di Borbone-Parma              |  |  |       |  |  |                                       |  |  |                                                 |  |
|                                           |                          | Maria Isabella di Borbone-Spagna      |                                           |  |  |       |  |  |                                       |  |  |                                                 |  |